# بالانگیر
بالانگیر (به انگلیسی: Balangir) یک شهر و شهرداری در هند است که در شهرستان بالانگیر واقع شده‌است. بالانگیر ۹۸٬۲۳۸ نفر جمعیت دارد و ۳۸۳ متر بالاتر از سطح دریا واقع شده‌است.